# Clara Isabel Núñez y Chabarria
Clara Isabel Núñez fue una dama de la sociedad porteña de fines del siglo XVIII y comienzos del XIX que apoyó al partido realista no obstante la decidida adhesión de su marido a la causa de la emancipación.

## Biografía
Clara Isabel Núñez era hija de Pedro Núñez y Alonso, escribano del cabildo de Buenos Aires, y de Isabel de Chavarría y del Castillo. 
Casó en 1790 con Domingo de Azcuénaga y Basavilbaso, comerciante, jurisconsulto y poeta, reconocido como el primer fabulista argentino y hermano de Miguel de Azcuénaga, miembro de la Primera Junta de gobierno revolucionaria.
Clara Isabel Núñez era una conocida realista y llegó a ocultar y ayudar a fugar al baluarte español de Montevideo a más de cien oficiales y soldados españoles, muchos de ellos fugados del centro de detención de prisioneros realistas de Las Bruscas.
Aparte de valor tenía, al igual que su marido, un sentido del humor muy particular. En una ocasión organizó un convite "secreto" en su casa, en que reunió a perseguidos políticos que se ocultaban en una casa vecina. Asistieron así alvearistas y rodriguistas, patriotas y realistas, portugueses y españoles, ciudadanos de las Provincias Unidas del Río de la Plata, de Chile y Perú, en un momento de extraña fraternidad, probablemente única en la época.
Uno de sus hijos, el  alférez del Regimiento Fijo de Buenos Aires José Benito de Azcuénaga adhirió al igual que su madre al partido realista y comandó la defensa de la isla Martín García en ocasión del exitoso asalto de las fuerzas de Guillermo Brown en el Combate de Martín García (1814).